# Кубок Греції з футболу 1998—1999
Кубок Греції з футболу 1998—1999 — 57-й розіграш кубкового футбольного турніру в Греції. Титул здобув Олімпіакос (Пірей).

## Календар
| Раунд        | Дата                      | Матчі | Клуби   |
| ------------ | ------------------------- | ----- | ------- |
| Перший раунд | 8-12 листопада 1998       | 30    | 60 → 30 |
| Другий раунд | 16-17 грудня 1998         | 24    | 30 → 16 |
| 1/8 фіналу   | 12-14 січня 1999          | 8     | 16 → 8  |
| 1/4 фіналу   | 27 січня - 18 лютого 1999 | 8     | 8 → 4   |
| 1/2 фіналу   | 6-13 квітня 1999          | 4     | 4 → 2   |
| Фінал        | 5 травня 1999             | 1     | 2 → 1   |

## 1/8 фіналу
| Команда 1                   | Рахунок | Команда 2               |
| --------------------------- | ------- | ----------------------- |
| 12-14 січня 1999            |         |                         |
| Іонікос                     | 4:7     | Олімпіакос (Пірей)      |
| Лариса (2)                  | 0:2     | Атінаїкос (2)           |
| ПАОК                        | 0:1     | Пансерраїкос (2)        |
| ІЛТЕКС Ликої (2)            | 5:1     | Козані (3)              |
| Посейдон Неа Міханьйона (3) | 1:2     | Іракліс                 |
| Шкода Ксанті                | 2:0     | Атлітікос (Кардиця) (3) |
| Айолікос (3)                | 0:3     | Каламата (2)            |
| Паніліакос                  | 0:2     | Панатінаїкос            |

## 1/4 фіналу
| Команда 1                 | Заг.    | Команда 2    | 1-й матч | 2-й матч |
| ------------------------- | ------- | ------------ | -------- | -------- |
| 27 січня - 18 лютого 1999 |         |              |          |          |
| ІЛТЕКС Ликої (2)          | 3:4     | Іракліс      | 1:3      | 2:1      |
| Пансерраїкос (2)          | 0:5     | Панатінаїкос | 0:3      | 0:2      |
| Олімпіакос (Пірей)        | 3:2     | Шкода Ксанті | 3:1      | 0:1      |
| Атінаїкос (2)             | 1:1 (ч) | Каламата (2) | 0:0      | 1:1      |

## 1/2 фіналу
| Команда 1          | Заг. | Команда 2     | 1-й матч | 2-й матч |
| ------------------ | ---- | ------------- | -------- | -------- |
| 6-13 квітня 1999   |      |               |          |          |
| Панатінаїкос       | 8:3  | Атінаїкос (2) | 6:1      | 2:2      |
| Олімпіакос (Пірей) | 5:1  | Іракліс       | 4:0      | 1:1      |

## Фінал
| 5 травня 1999 |

| Олімпіакос (Пірей)              | 2:0      | Панатінаїкос |
| ------------------------------- | -------- | ------------ |
| Маврогенідіс 54' Офорі-Куає 90' | Протокол |              |

| «Олімпійський стадіон», Марусі Глядачів: 57 783 Арбітр: Йоргос Дурос |